# P63
p63，亦作TP63，全稱腫瘤蛋白p63（tumor protein p63）或惡性轉化相關蛋白63（transformation-related protein 63），在人體內由TP63基因編碼。p63的發現是在p53基因發現後20年。p63與p53、p73同屬一個蛋白家族，三者結構與功能都較爲相似。儘管p63的發現晚於p53，但進化生物學的證據表明p63是p53蛋白家族的起源，p53、p73都是由p63蛋白演化而成。

## 功能
p63是p53蛋白家族下的一種轉錄因子。p63-/-基因型的小鼠會出現無牙、乳腺等發育依賴間充質-上皮相互作用的器官組織及無附肢等多種發育缺陷。p63蛋白的轉錄變體主要有兩種，TAp63和ΔNp63。已證明ΔNp63擁有多種功能，包括參與皮膚發育和成體幹細胞/祖細胞的功能調控。相比之下，傳統的觀點認爲TAp63的功能幾乎只侷限於參與凋亡過程。不過，近期的研究還表明TAp63參與了卵母細胞完整性的維持。另一些研究還表明TAp63參與了心臟發育和早衰過程。

## 臨床意義
p63蛋白的突變可能會導致兔脣、腭裂等發育畸形。p63蛋白的突變可導致以等裂兔脣爲典型特徵的EEC綜合徵（ectrodactyly-ectodermal dysplasia-cleft syndrom）。此外，p63蛋白的突變也可能導致3型兔脣腭裂綜合徵（EEC3）、先天性缺指（ectrodactyly，亦稱爲裂手-腳畸形4），以及以等裂兔脣爲典型特徵的AEC綜合徵。此外，ADULT綜合徵（Acro–dermato–ungual–lacrimal–tooth syndrome）、附肢-乳腺綜合徵（limb-mammary syndrome）、RHS綜合徵（Rap-Hodgkin syndrome）以及也與p63蛋白功能的異常有關。目前認爲兔脣、腭裂是同時出現還是任出現一種取決於p63的不同突變近期，研究人員提出使用iPS細胞分化替代缺陷型上皮細胞治療EEC綜合徵的方法。

## 診斷
p63的免疫組化法可以用於診斷扁平細胞癌和前列腺腺癌（最常見的一種前列腺癌）。正常的前列腺腺體含有基底細胞，因而組織高表達p63，免疫染色深，而惡性轉化後的腺癌組織因缺少基底細胞，p63免疫染色呈現陰性結果。p63亦可用於鑑別腺癌、小細胞癌中常見的分化程度低的癌變扁平細胞。

## 相互作用
p63可與HNRPAB蛋白發生相互作用。同樣，p63可以通過與轉錄因子IRF6增強子結合激活其轉錄。

## 調節
研究表明p63的表達受miRNAmiR-203的調控。

## 拓展閱讀
- Little NA, Jochemsen AG. . The International Journal of Biochemistry & Cell Biology. Jan 2002, 34 (1): 6–9. PMID 11733180. doi:10.1016/S1357-2725(01)00086-3.
- van Bokhoven H, McKeon F. . Trends in Molecular Medicine. Mar 2002, 8 (3): 133–9. PMID 11879774. doi:10.1016/S1471-4914(01)02260-2.
- van Bokhoven H, Brunner HG. . American Journal of Human Genetics. Jul 2002, 71 (1): 1–13. PMC 384966 . PMID 12037717. doi:10.1086/341450.
- Brunner HG, Hamel BC, van Bokhoven H. . American Journal of Medical Genetics. Oct 2002, 112 (3): 284–90. PMID 12357472. doi:10.1002/ajmg.10778.
- Jacobs WB, Walsh GS, Miller FD. . The Neuroscientist. Oct 2004, 10 (5): 443–55. PMID 15359011. doi:10.1177/1073858404263456.
- Zusman I. . In Vivo. 2005, 19 (3): 591–8. PMID 15875781.
- Morasso MI, Radoja N. . Birth Defects Research. Part C, Embryo Today. Sep 2005, 75 (3): 163–71. PMC 1317295 . PMID 16187309. doi:10.1002/bdrc.20047.
- Barbieri CE, Pietenpol JA. . Experimental Cell Research. Apr 2006, 312 (6): 695–706. PMID 16406339. doi:10.1016/j.yexcr.2005.11.028.
- Shalom-Feuerstein R, Lena AM, Zhou H, De La Forest Divonne S, Van Bokhoven H, Candi E, Melino G, Aberdam D. . Cell Death and Differentiation. May 2011, 18 (5): 887–96. PMC 3131930 . PMID 21127502. doi:10.1038/cdd.2010.159.